# Caio Atílio Bulbo
Caio Atílio Bulbo (em latim: Gaius Atilius Bulbus) foi um político da gente Atília da República Romana eleito cônsul por duas vezes, em 245 e 235 a.C., com Marco Fábio Buteão e Tito Mânlio Torquato respectivamente.

## Primeiro consulado (245 a.C.)
Foi eleito cônsul em 245 a.C., o vigésimo-primeiro ano da Primeira Guerra Púnica, com Marco Fábio Buteão, ano no qual não foram registrados batalhas importantes.

## Segundo consulado (235 a.C.)
Dez anos depois, foi eleito novamente, desta vez com Tito Mânlio Torquato. O fato mais memorável de seu mandato foi que o Templo de Jano foi fechado, uma indicação de que Roma estava em paz, pela primeira vez desde a época do rei Numa Pompílio, cinco século antes.

## Censor (234 a.C.)
Em 234 a.C. foi eleito censor com Aulo Postúmio Albino.